# Gastó A. Màntua
Gastó A. Màntua, pseudònim literari de l'escriptor de sainets i actor teatral Gastó Alonso i Manaut (Barcelona, 27 d'octubre de 1878 - Barcelona, 11 maig de 1947).

## Biografia
Va néixer al carrer Conde del Asalto (Nou de la Rambla) de Barcelona, fill de Ricard Alonso, natural de Cañizar, i de Cecília Manaut, natural de Bolvir.
Com a actor va col·laborar en l'Agrupació Avenir, fundada per F. Cortiella. Més tard escrigué peces de caràcter popular, jocós o melodramàtic, que assoliren grans èxits.
Marit de l'actriu Joana Bozzo i Vergés i pare de l'escriptora Cecília A. Màntua (Cecília Alonso i Bozzo).

## Obra dramàtica
- 1922. Baixant de la Font del Gat o la Marieta de l'ull viu. Sainet. En col·laboració d'Amichatis.
- 1925. Así canta mi amor. Sarsuela en 1 acte. Música: Rafael Martínez Valls. Barcelona, desembre de 1925
- 1926. Baixant de la Font del Gat o La Marieta de l'ull viu. Sarsuela. En col·laboració d'Amichatis. Música: Enric Morera i Viura. Estrenada al Teatre Tívoli, Barcelona, 29 de gener del 1926
- 1926. Flis-Flas. Sarsuela en 1 acte. Música: Rafael Pou. Desembre 1926
- 1927. Un milionari del Putxet.
- 1930. La Mosquetera. sarsuela en 3 actes. Música: Rafael Martínez Valls. Estrenada al Teatre Novetats, Barcelona, 10 d'octubre del 1930
- 1930. La veïnat del terrat. Sainet barceloní en tres actes. Estrenat al Teatre Romea de Barcelona el 17 d'octubre de 1930.
- 1930. El paradís artificial.
- 1931. La taquillera del cinema. Sainet líric en 2 actes. Música: Mestre Demon i Pasqual Godes i Terrats. Estrenat al Teatre Nou (Avinguda del Paral·lel) el 29 gener del 1931.
- 1931. La morena de coll-Blanc. Sainet barceloní en tres actes. Estrenat al Teatre Romea el 17 de desembre de 1931.
- 1932. Deauville, port de Paris. Comèdia-vodevil lírica en tres actes dividits en vuit quadres. Música: Josep Maria Torrens i Ventura. Estrenada al Gran Teatre Espanyol, Barcelona, 25 de novembre de 1932
- 1933. La més bonica del barri o la portera dels ulls negres. Sainet barceloní en 3 actes, el segon dividit en 3 quadres. Estrenat al Teatre Romea el 14 de març de 1933.
- 1933. La ben plantada. Obra retrospectiva en 3 actes. Estrenada al Teatre Romea de Barcelona el 27 d'octubre de 1933.
- 1940. El rancho de los rosales. Música: Enric Morera i Viura. Estrenada al Teatre Victòria (Barcelona) el 28 de novembre 1940

## Fons
El seu fons es conserva al Museu de les Arts Escèniques de Barcelona. Consta de manuscrits originals, alguns inèdits, retalls de premsa dels seus espectacles, documentació laboral i correspondència. També es conserva el fons de la seva filla Cecília Alonso i Bozzo.